# Dorothy Jordan
Dorothy Jordan (døbt Dorothea Bland) (født 21. november 1761, død 5. juli 1816) var en irsk skuespillerinde og den senere kong Wilhelm IVs samleverske.
Hun fødtes nær Waterford i Irland. Hun var datter af Francis Bland og hustru Grace Phillips. Dorothy Jordan debuterede som skuespillerinde i 1777. Hun antog navnet "Mrs. Jordan" på trods af, at hun aldrig giftede sig. Hendes sidste optræden på scenen var i 1815.
Hun levede sammen med Vilhelm IV, allerede mens han var prins. De fik sammen mindst ti børn. Børnene fik efternavnet FitzClarence:
1. George Augustus (1794-1842)
2. Henry Edward (1795-1817)
3. Sophia (1796-1837)
4. Mary (1798-1864), som giftede sig med Charles Richard Fox
5. Frederick (1799-1854)
6. Elizabeth Hay, grevinde af Errol (1801-1856)
7. Adolphus (1802-1856)
8. Augusta (1803-1865)
9. Augustus (1805-1854)
10. Amelia (1807-1858)

Sønnerne blev tituleret lord og døtrene lady. 
Flere af Dorothy Jordans efterkommere opnåede fremtrædende stillinger i Storbritannien eller Irland. En af disse efterkommere er David Cameron, der blev Storbritanniens premierminister den 11. maj 2010.